# Gunung Juhar
Gunung Juhar is een bestuurslaag in het regentschap Karo van de provincie Noord-Sumatra, Indonesië. Gunung Juhar telt 57 inwoners (volkstelling 2010).